# Florin Ciocâlteu
Florin Ciocâlteu, născut in 1943, este sculptor și cel mai cunoscut artist bijutier al generației sale.
Florin Ciocâlteu - unul din ,,oreficierii" nostri de baza, ale carui podoabe aveau un accent
personal inconfundabil ne ofera acum o suita de obiecte, alt aspect al
incordarii sale cu metalul. Creațiile recente sînt situabile în descendența
suprarealist-dadaistă. La vremea lor, Man Ray, Marcel Duchamp, [[Kurt
Schwiters]], Max Ernst confecționasera, recurgind la asocieri polemice,
obiecte plastice prin care proclamau „metafizica banalitatii” si
elogiul deseului. Desi fac si ele apel la valentele expresive ale
deseului, obiectele lui Florin Ciocâlteu se abat însă de la linia
inaugurata de promotorii amintitelor directii prin intentionalitate și
printr-o uvrajare atentă care apartine „penchant”-ului sau irepresibil
de artist decorator. Recurgind la tehnicile specifice metalului,
artistul asambleaza prin lipitură si sudura fragmente de tabla, de
sirma, de retea, urmarind permanent să pună în dialog materialele
(inoxul luminos și cuprul nocturn), să contrasteze efectele de
suprafata (neted si framintat) și starile materiei (forme cristelizate
si aforme, soliditate si fluiditate). Obiectul este configurat de un singur
volum mai linistit sau de proliferarea unor forme erodate și mărunte,
ordonate in cadrul unei forme mari, forma-muma. Motivul cel mai des
reiterat îl identificăm in draperie, draperie a carei moliciune si
suplete textila o ingheata uneori a la Chirico. Tema-pivot in jurul
careia graviteaza constructiile acestea enigmatice este aceea a
tranzitoriului, a degradarii si perisabilitatii materiei. Structuri
ambigui cu bogate trimiteri in ireal si fantastic, noils ,,productii"
ale lui Florin Ciocâlteu au o larga deschidere semantica : ele evoca
arhitecturi piranesiene, trasee labirintice sau lumile de clarobscur
din romanele lui Dickens (de un puternic efect sint structurile
reticulare care refac parca atmosfera sumbra din ,,Marile sperante") ;
alteori ele trimit la nave naufragiate (napadite de alge si
microorganisme), la regnul anelidelor, la un agregat industrial sau la
o ,,softsculpture". Tonul acestor obiecte poetice, care actualizeaza si
potentialitatile unui sculptor disimulat, este liric si melancolic.
Nascut  in 1943 la Craiova, absolvent al I.A.P. Nicolae Grigorescu 1974

EXPOZITII IN TARA

- Trienala de arta decorativa - Sala Dalles 1973 -1976 ;

- Expozitie Moda - Sola Orizont 1975 ;

- Expozitie arta decorativa - Caminul Artei 1975 ;

- Expozitie de grup Bijuterii - Caminul Artei 1977 ;

- Expozitie   personala Forme spatiale elemente de podoaba - Galateea 1978 ;

- Salonul Municipal arta decorativa - Muzeul colectiilor 1978, 1979, 1981, 1982, 1983 ;

- Festivalul  National ,,Cintarea  Romaniei" faza judeteana -   Sala Dalles   1977,

   faza republicana  Oradea 1977 ;

- Quadrienala  arta decorativa  - Sala  Dalles  1980, 1984 ;

- Expozitia Arta Metalului - Simeza - 1983 ;

- Expozitia grup ,,Bijuterii" - Galateea 1983 ;

- Expozitie Metal - Orizont 1985 ;

- Expozitia Metal - Simeza 1986.
EXPOZITII IN STRAINATATE

- Tirgul international de podoabe moderne, ,,München", R.F.G.,  1973  1976 ;

- Expozitie de arta decorativa romaneasca - Atena 1976 ;

- A doua quadrienala internationala de arta decorative Erfurt, R.D.G., premiat, diploma  1978 ;

- Expozitie   colectiva   arta   decorativa   Stockholm - Suedia ;

- Expozitie colectiva arta decorativa podoabe in cadrul culturii romanesti Manheim R.F.G. ;

- Al Vll-lea  Concurs international de bijuterii, Jablonec, 1983